# 王樹常
王樹常（1885年9月11日—1960年4月8日），字庭五，号霆午，中國遼寧省瀋陽市人，中華民国军事将领、中华人民共和国政治人物。

## 生平

### 张作霖父子手下的活動
清末，留学日本，自陸軍士官学校中国学生队第8期步兵科毕业。归国後，1912年（民国元年），任北京政府参謀本部第2局科員。1917年（民国6年），再到日本留学陸軍大学校。1919年（民国8年）归国。1920年3月，任参謀部第4局科長。1921年（民国10年）5月，署理黑龙江省督軍公署参謀長。此後属于奉系。1925年（民国14年）3月，任東北陸軍第18師歩兵第22旅旅長。1927年（民国16年）1月，任鎮威軍第10軍軍長，迎击国民政府的北伐軍，因处于劣勢而撤往東北。同年10月，获授一等大綬嘉禾章。
1928年（民国17年）12月，張学良东北易幟，王樹常任奉天省（1929年改为遼寧省）政府委員。1929年，東北边防司令長官公署成立，任公署軍令厅厅長。8月，任東省鉄路总指揮兼防俄軍第1軍軍長。此后又兼任中国国民党遼寧省党部指導委員。1930年（民国19年）9月，任河北省政府主席兼東北第2軍軍長。1930年，因中東路事件立下戰功，與張學良等人同受青天白日勳章，為該勳章的首批受獎者。1931年7月，任剿赤軍北路集团軍第2軍团总指揮，当时石友三武装反蒋介石，王樹常和平津衛戌司令于学忠共同击败石友三。

### 九一八事变以后
九一八事变後的1932年（民国21年）8月，调任北平政務委員会委員、平津衛戌司令。前任于学忠则升任河北省政府主席。王樹常兼任国民政府軍事委員会北平分会委員。1933年3月改为北平戒严司令。1935年（民国24年）4月，获授陸軍中将位。同年8月，调任軍事参議院副院長。1937年（民国26年）1月，调任甘肃綏靖主任。4月，任豫皖綏靖副主任兼豫皖蘇軍事整理委員会委員。6月2日，王樹常任豫皖綏靖副主任:5437。6月，授陸軍上将銜。
1944年（民国33年）3月，離任軍事参議院副院長，担任该院参議。1946年（民国35年）7月，作为陸軍上将退为備役。中華人民共和国成立後，留在中国大陸，历任第二、第三届中国人民政治協商会議全国委員会委員、水電部参事室参事、中国国民党革命委員会（民革）第三届团結委員会委員。1960年4月8日在北京病逝，享年75岁。